# Whithorn
Whithorn est un village et un ancien burgh royal de Dumfries and Galloway, en Écosse, principal lieu de pèlerinage du pays jusqu'à l'interdiction du catholicisme.

## Histoire
La première église chrétienne d'Écosse connue, la Candida Casa, y a été bâtie vers 397 par Ninian, missionnaire irlandais auprès des Brittons puis évêque de Galloway. Celui-ci y fut enterré en 432. Vingt ans plus tard, les moines de l'oratoire furent massacrés.
Le site se développe au VIIIe siècle avec l'institution d'un pèlerinage et du culte de saint Ninian. La construction d'une cathédrale est commencée en 1128. Au cours de ce XIIe siècle, les Prémontrés fondent un monastère dont la prospérité est assurée par les reliques de saint Ninian.
Après l'exil de Marie Stuart, le site est pillé et périclite.
Une église est construite en 1822 et reconstruite en beaucoup plus grand en 1960.

## Le pèlerinage
Le pèlerinage est né au VIIIe siècle, soit trois cents après la mission de saint Ninian, autour des vertus prêtée à la pierre tombale, du souvenir du martyr et de la grotte du saint. Il réunissait tant le roi et sa cour que les gens du peuple partis à pieds de tout l'Occident pour atteindre Whithorn. Au XIe siècle, il était comparable par son ampleur à celui de Compostelle.
Le mardi de Pentecôte, la châsse contenant les reliques de saint Ninian était portée en procession. Le privilège de porter était détenu par des hauts dignitaires du Royaume et transmis héréditairement.
Marie Stuart est la dernière souveraine à accomplir le rituel en 1563. Le trésor est pillé par les Lollards mais un jésuite sauve un unique reliquaire qu'il dépose au collège écossais de Douai où il sera détruit pendant la Révolution.
Après la destruction du site, un exercice pénitentiel connu sous le nom de jeûne de Saint Ninian continua d'être pratiqué. Il était encore répandu dans toute l'Écosse au XVIIe siècle.
Entre 1892 et 1896, les Prémontrés essayent en vain de réhabiliter le pèlerinage.
Aujourd'hui, les habitants du Galloway sont chaque année plus nombreux à retrouver une certaine histoire de leur pays à Whithorn.

## Sources
- P. Cuzon, Jean Feuntren, Chroniques d'histoires, Bulletin Paroissial de Roscoff no 304, automne 1976 in Roscoff quotidien, Roscoff quotidien, Roscoff, 1998.